# Mehmet Günsür (Schauspieler)

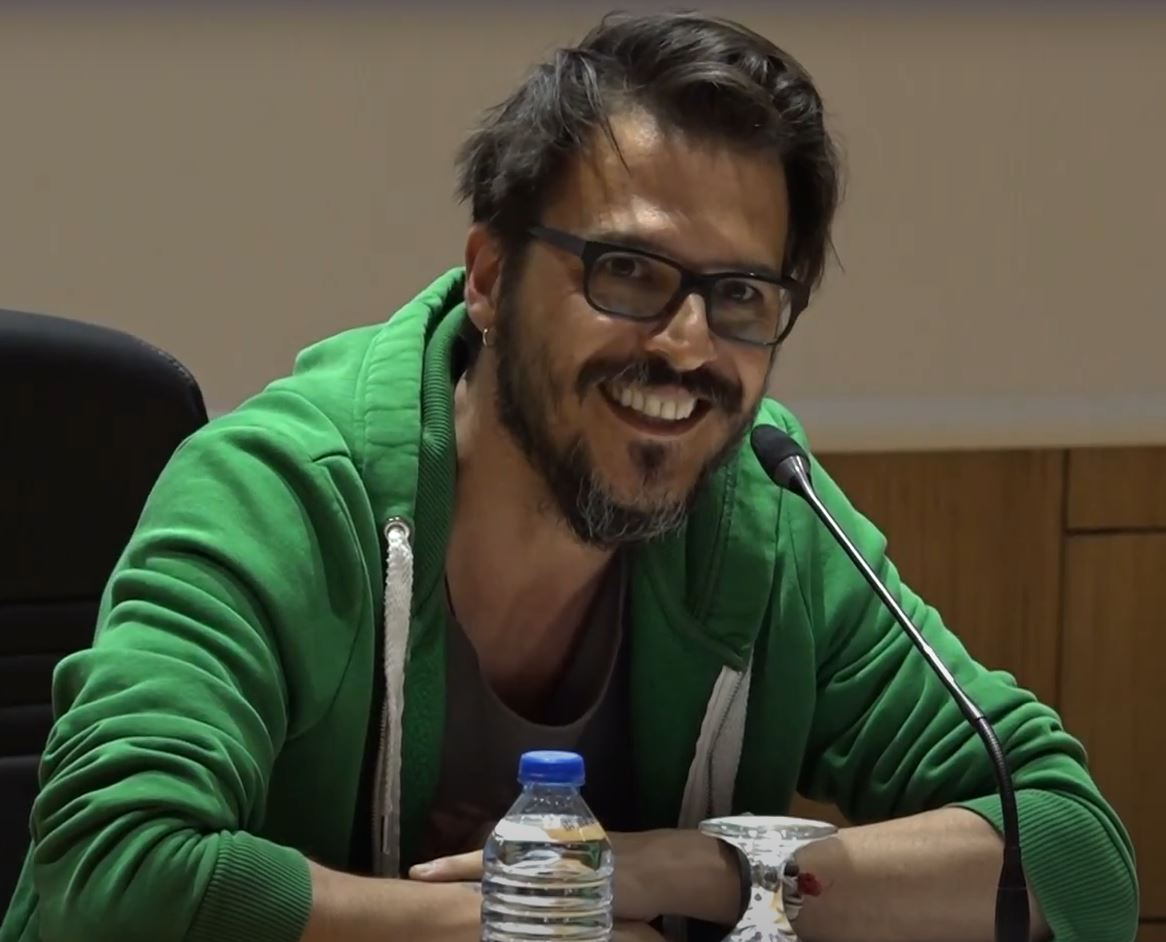
Mehmet Günsür, 2018

Mehmet Günsür (* 8. Mai 1975 in Istanbul) ist ein türkischer Filmschauspieler.
Günsür ist in der Türkei und in Italien bekannter als im deutschsprachigen Raum. Er stand seit 1997 in mehr als 15 Filmen als Schauspieler vor der Kamera. 1998 erhielt er für die Rolle des Mehmet in dem Film Hamam – Das türkische Bad beim Internationalen Film Festival Ankara den Preis meistversprechender Schauspieler.
Er stellte in den beiden Bibelverfilmungen Judas und Thomas den Apostel Johannes dar. In der italienischen Filmbiographie Johannes XXIII. – Für eine Welt in Frieden (Il Papa buono) von 2003, in der die Lebensgeschichte von Papst Johannes XXIII. erzählt wird, verkörperte Günsür einen römisch-katholischen Priester.

## Filmografie
- 1989: Geçmiş Bahar Mimozaları
- 1997: Hamam – Das türkische Bad (Hamam)
- 1999: Hayal Kurma Oyunları
- 2001: Don Matteo (TV-Serie, 1 Folge)
- 2001: Judas (Giuda) (Fernsehfilm)
- 2001: Thomas (Tommaso) (Fernsehfilm)
- 2002: L’italiano
- 2003: Pilli Bebek
- 2003: Johannes XXIII. – Für eine Welt in Frieden (Il Papa buono) (Fernsehfilm)
- 2003: O Şimdi Asker
- 2004: Kasırga İnsanları
- 2005: Beyaz Gelincik
- 2005: Anlat İstanbul
- 2007: Fall Down Dead
- 2010: Ses
- 2011: Aşk tesadüfleri sever (Kinofilm)
- 2012–2014: Muhteşem Yüzyıl
- 2014: Unutursam Fısılda
- 2017: Istanbul Kırmızısı
- 2017–2018: Fi
- 2019–2021: Atiye – Die Gabe (Atiye, Fernsehserie)
- 021: La compagnia del cigno (Fernsehserie, 12 Folgen)
- 2023: Search (Arayış, Fernsehserie)
- 2023: Atatürk 1881 – 1919